# Centralny Zarząd Wytwórni Wojskowych
Centralny Zarząd Wytwórni Wojskowych – polski urząd zbrojeniowy funkcjonujący w latach 1922–1927.
Urząd został powołany przez Komitet Ekonomiczny Ministrów (KEM) 29 kwietnia 1922. W zamierzeniu został powołany jako organ Szefa Administracji armii celem eksploatacji i nadzoru istniejących zakładów wojskowych, budowy nowych fabryk przemysłu wojennego. W lipcu 1922 jego dyrektorem generalnym został mianowany Józef Krzyżanowski.
Od 1922 do 1925 CZWW objął kontrolę nad zakładami: 
- Państwowa Fabryka Karabinów w Warszawie,
- Wytwórnia Wozów Taborowych i Rymarnia w Krakowie,
- Wytwórnia Wozów Taborowych w Poznaniu (likwidacja w 1926),
- Wytwórnia Kuchen Polowych w Rzeszowie,
- Wytwórnia Kapsli i Kapiszonów w Toruniu,
- Wytwórnia Zapalników w Warszawie,
- Wytwórnia Amunicji Karabinowej w Warszawie (później zlikwidowane)
- Przetwórnia Materiałów Wybuchowych w Bydgoszczy (zlikwidowana).

Józef Krzyżanowski ustąpił ze stanowiska dyrektora CZWW w kwietniu 1927 (rezygnacja miała związek z budową Państwowej Wytwórni Prochu w Zagożdżonie).
Do 1 kwietnia 1927 Centralnemu Zarządu Wytwórni Wojskowych podelgały:
- Fabryka Karabinów (FK) znajdująca się w Warszawie,
- Fabryka Broni (FB) w Radomiu,
- Fabryka Amunicji (FA) w Skarżysku,
- Fabryka Sprawdzianów (FS) w Warszawie.

Charakter funkcjonowania oraz działanie władz CZWW stał się przedmiotem krytyki. Rozporządzenie Prezydenta RP z 17 marca 1927 wydzieliło przedsiębiorstwa państwowe, w tym branży zbrojeniowej, i poddało komercjalizacji. W miejsce CZWW powstały Państwowa Wytwórnię Prochów i Materiałów Kruszących i Państwowe Wytwórnie Uzbrojenia.